# Power (카니예 웨스트의 노래)
〈Power〉(종종 〈POWER〉로 스타일 지정됨)는 미국의 힙합 가수 카니예 웨스트의 다섯 번째 스튜디오 앨범 《My Beautiful Dark Twisted Fantasy》 (2010년)의 리드 싱글로 발매된 곡이다. 이 곡은 솔 가수 드웰르의 추가 보컬이 특징이며 웨스트와 심볼릭 원이 공동 프로듀싱한다. 킹 크림슨의 〈21st Century Schizoid Man〉, 콘티넨탈 넘버 6의 〈Afromerica〉, 콜드 그리츠의 〈It's Your Thing〉의 샘플을 중심으로 제작되었다. 하와이에서 녹음을 한 후 웨스트는 〈Power〉를 작업하는데 5,000명의 인력이 소요되었다고 보고했다. 이 가사에서 웨스트는 미국, 그의 정신 건강, 그리고 그의 비판자들에 대해 언급한다. 그것의 후렴구는 거친 보컬 리프를 특징으로 한다.
〈Power〉는 웨스트의 2008년 앨범 《808s & Heartbreak》과 2009년 MTV 비디오 뮤직 어워드에서 테일러 스위프트와 함께 논란이 된 사건에 이은 컴백 싱글이다. 이 곡은 음악 평론가들로부터 찬사를 받았고, 《타임》, 피치포크, 《스핀》, 《롤링 스톤》을 포함한 여러 출판물에 의해 2010년 최고의 트랙 중 하나로 선정되었다. 비평가들은 복잡한 연출, 서정적인 장점, 그리고 범위를 칭찬하면서 그것을 서양의 형태로 되돌아온 것이라고 묘사했다. 제53회 그래미 어워드 최우수 랩 솔로 퍼포먼스 부문 후보에 올랐다.
이 곡은 빌보드 핫 100에서 22위로 데뷔했고 이후 쇠퇴했다. 이 트랙은 마르코 브램빌라가 감독한 뮤직 비디오에 의해 홍보되었다. 그 비디오는 서쪽에서 멀어지는 카메라의 긴 촬영이 특징이다. 이 비디오는 비평가들로부터 긍정적인 평가를 받았고 MTV 비디오 뮤직 어워드에 두 번의 후보 지명을 받았다. 웨스트는 《새터데이 나이트 라이브》, 2010년 BET 어워드, 2011년 코첼라 뮤직 페스티벌에서 이 곡을 공연했다. 2010년 8월 20일, 웨스트의 주간 Good Fridays 시리즈의 일부로 래퍼 제이Z가 참여한 트랙의 리믹스가 발매되었다.

## 배경
2009년 카니예 웨스트는 이전 앨범인 《808s & Heartbreak》의 분열적 성격과 2009년 MTV 비디오 뮤직 어워드에서 테일러 스위프트의 수상 연설 도중 중단되는 등 다양한 논란에 직면했던 힘든 한 해였다. 웨스트는 그의 몇몇 의심스러운 결정들의 동기가 과도한 업무에서 비롯되었다고 설명했다. 이어진 언론의 논란은 웨스트가 하와이 오아후섬으로 망명하고, 개인적으로 친하지 않은 아티스트들과 협력하는 것을 피하면서 대부분 은둔적인 성격으로 그의 다섯 번째 스튜디오 음반을 녹음하게 만들었다. 이 음반을 작곡하는 동안 웨스트는 피트 록, RZA, 큐팁을 포함한 기성 프로듀서들로 구성된 대규모 스태프를 소집했고, 웨스트가 직접 프로듀싱의 일부를 담당했다.
그의 레코딩 팀에 몇몇 유명한 프로듀서들이 있었음에도 불구하고, 〈Power〉에 출연한 대부분의 프로듀싱은 덜 알려진 심볼릭 원에 의해 이루어졌다. 이 곡은 그가 주로 프로듀싱했으며 웨스트가 직접 이 곡을 듣고 비트를 사용하는 것에 관심을 표명할 때까지 처음에는 래퍼 리듬페스트에게 주려고 했다. 심볼릭 원에 따르면, 웨스트는 이 작곡을 숭배했고, 그에게 하와이로 날아갈 것을 요청했고, 그곳에서 웨스트는 이미 그의 버전의 노래를 녹음했다는 것을 알게 되었다. 한 달 후, 프로듀서는 하와이로 돌아가 달라는 요청을 받았고, 웨스트가 비트를 더 수정했다는 것을 알게 되었고, 웨스트는 트랙에 "닦기"를 추가했다. 심볼릭 원은 웨스트의 《Late Registration》에 수록된 〈Crack Music〉을 연상시키는 드럼이 수록되어 있기 때문에 웨스트가 이 비트를 사용하는 데 그렇게 관심이 많았던 것에 대해 놀라움을 표했다. S1은 나중에 수많은 구절들이 최종 컷을 통과하지 못했으며, 노래 자체에도 8~9개의 다른 버전이 있다고 밝혔다.

## 상업적 성과
중요한 성공을 거두긴 했지만, 〈Power〉는 상업적으로 덜 좋은 성적을 거두었다. 2010년 7월 8일, 〈Power〉는 빌보드 핫 100에서 22위를 차지했고, 이 주의 《Hot Shot Debut》로 명명되었다. 이 곡은 높은 데뷔를 달성했지만, 이 곡은 이 곡의 최고봉이기도 한 일주일 동안만 그곳에 머물렀다. 이 차트의 하락에도 불구하고, 그 노래는 결국 플래티넘이 되었다. 2010년 9월 4일에는 2주차에 42위로 떨어지기 전에 영국 싱글 차트 36위, 영국 R&B 차트 10위로 데뷔했다. 이 음반은 6,254개의 다운로드 판매로 데뷔했고 6년 만에 웨스트의 6번째 싱글 차트 진입을 기록했다. 2010년 9월 18일, 싱글은 38계단 하락한 80위를 기록하며, 톱 100에 진입한 지 3주째를 맞이했다. 앨범 《My Beautiful Dark Twisted Fantasy》가 발매된 후, 이 싱글은 차트에 57위로 재진입했고 2010년 10월 23일 현재 총 5주 동안 톱 100 안에 들었다. 2011년, 이 싱글은 영국 싱글 차트와 어반 차트에 각각 38위와 12위로 재진입했다.
2017년, 오피셜 차트 컴퍼니는 〈Power〉가 영국에서 83번째로 많이 팔린 힙합 곡이라고 발표했다. 2018년 스포티파이는 이 곡을 역대 4번째로 가장 인기 있는 운동 곡으로 선정했고, 웨스트의 〈Stronger〉는 3위에 올랐다.. 2019년 10월 24일, 웨스트는 영국 싱글 차트에서 7번째로 가장 인기 있는 트랙으로 선정되었다.

## 인증
| 국가                               | 인증        | 판매량/출하량 |
| ---------------------------------- | ----------- | ------------- |
| 덴마크 (IFPI Danmark)              | 플래티넘    | 90,000        |
| 독일 (BVMI)                        | 골드        | 150,000       |
| 이탈리아 (FIMI)                    | 골드        | 25,000        |
| 영국 (BPI)                         | 플래티넘    | 600,000       |
| 미국 (RIAA)                        | 4× 플래티넘 | 4,000,000     |
| 판매량+스트리밍을 기반으로 한 인증 |             |               |